# Epidendrum apatotylosum
Epidendrum apatotylosum är en orkidéart som beskrevs av Eric Hágsater. Epidendrum apatotylosum ingår i släktet Epidendrum och familjen orkidéer.
Artens utbredningsområde är Costa Rica. Inga underarter finns listade i Catalogue of Life.